# Agetus
Agetus é um género de copépodes pertencentes à família Corycaeidae.
O género tem uma distribuição quase cosmopolita.
Espécie:
- Agetus flaccus (Giesbrecht, 1891)
- Agetus limbatus (Brady, 1883)
- Agetus typicus (Krøyer, 1849)